# Martial Wouang
Marcial Wouang est un boxeur camerounais né à Lomié.

## Carrière
Marcial Wouang est médaillé d'argent dans la catégorie des moins de 48 kg aux championnats d'Afrique de boxe amateur 2022 à Maputo ainsi qu'aux championnats d'Afrique de boxe amateur 2023 à Yaoundé.
Aux Championnats d'Afrique de boxe amateur 2024 à Kinshasa, il obtient la médaille d'or dans la catégorie des moins de 48 kg.